# Labrorostratus parasiticus
Labrorostratus parasiticus är en ringmaskart som beskrevs av Saint-Joseph 1888. Labrorostratus parasiticus ingår i släktet Labrorostratus och familjen Oenonidae. Arten har ej påträffats i Sverige. Inga underarter finns listade i Catalogue of Life.